# Xu Jing (Bogenschützin)
Xu Jing (chinesisch 徐晶, Pinyin Xú Jīng; * 6. September 1990 in Shandong) ist eine ehemalige chinesische Bogenschützin.

## Karriere
Xu Jing gehörte zum chinesischen Aufgebot bei den Olympischen Spielen 2012 in London. Im Einzel erzielte sie in der Platzierungsrunde 646 Punkte und gewann ihre Auftaktpartie in der Ausscheidungsrunde. In der darauffolgenden zweiten Runde unterlag sie Miki Kanie mit 0:6. Mit der Mannschaft gelang ihr dagegen nach Siegen über Italien, die Vereinigten Staaten und Russland der Finaleinzug, wo sie gemeinsam mit Fang Yuting und Cheng Ming auf Südkorea traf. Die Südkoreanerinnen setzten sich mit 210:209 knapp gegen die Chinesinnen durch und wurden damit zum wiederholten Male Olympiasieger, während Xu, Fang und Cheng die Silbermedaille erhielten. Im Jahr darauf gewann Xu in Belek bei den Weltmeisterschaften im Einzel ebenfalls Silber. Bei den Asienspielen 2014 in Incheon sicherte sie sich im Einzel Bronze sowie mit der Mannschaft Silber.